# Camino Natural por los senderos tradicionales de El Hierro
El Camino Natural por senderos tradicionales de El Hierro es un itinerario perteneciente a la Red de Caminos Naturales de España, un proyecto desarrollado por el Ministerio de Agricultura, Pesca y Alimentación, que se encarga de la recuperación de antiguas infraestructuras relacionadas con el transporte y la comunicación, que actualmente se encuentran en desuso o en estado de abandono, para su uso senderista y ciclista.

## Localización
La isla más pequeña y occidental del archipiélago cuenta con 278 kilómetros cuadrados de superficie. Se caracteriza, sobre todo, por su amplio patrimonio natural y la gran biodiversidad, que la ha llevado a ser Reserva de la Biosfera reconocida por la UNESCO en el año 2000. Entre sus entornos naturales, destacan sabinares y pinares de pino canario, entremezclados con acantilados y zonas rocosas, entre las que se encuentran los monumentos geológicos y los efectos de los volcanes a lo largo del tiempo.
Sus poblaciones de cardonal, tabaibal o fayal-brezal se encuentran dentro de la Red de Espacios Naturales Protegidos de Canarias, además del lagarto gigante de El Hierro.
La isla cuenta con más de 107 km de litoral, con playas escarpadas y piscinas naturales. En sus costas se encuentra la Reserva Marina de La Restinga-Mar de las Calmas. Además de sus paisajes, la isla cuenta con una amplia red de cuevas que sus primeros pobladores, los bimbaches, utilizaron como refugio, dejando algunas muestras de su paso por la isla.
La isla cuenta con una gran red de caminos habilitados para el uso senderista, que se recogen en este Camino Natural, que se divide en dos senderos de gran recorrido: el GR-131, que va de norte a sur atravesando la isla, y un sendero circular que recorre toda la isla.
El Camino Natural por los senderos tradicionales de El Hierro, se divide en dos caminos, y cada uno en diferentes etapas:

#### GR-131
Este sendero de gran recorrido, atraviesa la isla de norte a sur. El GR-131 coincide además, en una de sus etapas, con el Camino de la Virgen, por el que transita la Virgen de los Reyes, patrona de la isla, cada cuatro años.
Esta ruta se encuentra dividida en cuatro tramos, que van desde Tamaduste y el Puerto de La Estaca, la zona más nororiental de la isla, hasta la punta de Orchilla, donde se encuentra su faro y el Meridiano Cero, en el extremo sur de la isla. Un total de 42 km que atraviesan los puntos más importantes de la ínsula. Su tercera etapa, de 27 km, corresponde con el trayecto que realiza la romería desde la capital hasta el santuario, en La Dehesa.

##### Tramo 1: Tamaduste – Valverde
El punto de partida de este sendero está en Tamaduste, al norte de la isla, un pequeño pueblo rodeado de naturaleza. El trayecto lleva al viajero a través de un entorno natural de gran belleza, hasta llegar a la capital de la isla, Valverde.
Tamaduste es una pequeña localidad situada al norte de la isla, muy cerca del aeropuerto. Se trata de un antiguo pueblo de pescadores rodeado de naturaleza, que está cobrando protagonismo por su turismo. El contraste entre sus casas blancas con el negro de la arena es destacable, sobre todo en las proximidades de la playa llamada El Río Tamaduste. Esta primera etapa, que parte desde el pueblo, tiene una longitud de aproximadamente 3 kilómetros, coincidiendo con el Sendero Circular.
Continúa el sendero y justo antes de empezar la subida a Echedo, se debe tomar un desvío hacia el mirador, desde el que se puede disfrutar de las vistas de la costa y el pueblo. El Camino sigue subiendo hasta llegar a unas fincas con cultivos abandonados donde hay una rica vegetación de vinagreras, tomillos, tuneras y tabaibas. Se llega a un cruce y el viajero deja atrás el sendero que va a Echedo y continúa por un camino de tierra que sube y luego atraviesa zonas agrícolas hasta llegar a una pista asfaltada, donde se pueden ver algunos ejemplares de pitas, además de laguna que otra vivienda. Conforme se entra en Valverde, se atraviesa su casco histórico pasando por su iglesia de Nuestra Señora de la Concepción, lugar donde acaba su tradicional fiesta de la Bajada de la Virgen de los Reyes.
Valverde se encuentra situada en la ladera de una montaña, a 600 metros de altura, y cuenta con 1.800 habitantes. Dividida en tres barrios (Tesine, La Calle y El Cabo), no tiene acceso al mar. En ella se encuentra ubicada la oficina del Cabildo Insular de El Hierro y los principales servicios de la isla. Entre sus edificios más significativos, destaca la iglesia de Santa María de la Concepción, del siglo XVIII, y la imagen de la Virgen que alberga. Es la capital del municipio desde su conquista en el siglo XV.

##### Tramo 2: Puerto de la Estaca – Valverde
Este segundo tramo, que en realidad es una variante del primero, conecta la capital de la isla con la costa oriental, más concretamente con el Puerto de la Estaca. Del principal puerto de la isla, situado al lado de la playa de Varadero, sale esta variante del Camino en cuyo inicio un panel informa sobre los distintos senderos.
El itinerario va en dirección a Valverde por la calle García Escámez y sube poco a poco hasta llegar a una carretera. Durante la subida se pueden ver panorámicas del puerto y de la conocida como Cueva del Diablo. Una vez se llega a la carretera se debe circular por la izquierda con cuidado hasta llegar a un aparcamiento. Desde aquí, la ruta prosigue por un trazado empedrado que sube de forma precipitada a través de cultivos abandonados repletos de vinagreras, tomillos, verodes y tabaibas. A esta altura del Camino, se puede ver La Caleta, donde se han encontrado restos de la civilización primigenia de la isla. Continuando por el sendero se llega a un poste en un cruce que indica el camino a seguir y tras subir un camino empedrado por una pendiente dirección Valverde, se llega a la capital.

##### Tramo 3: Valverde – Ermita Virgen de los Reyes
Esta tercera etapa se la conoce como Camino de la Virgen, ya que transcurre por la ruta que realiza la romería, que va desde Valverde hasta La Dehesa, de la patrona de la isla. Cada cuatro años los herreños llevan a la Virgen de los Reyes, su patrona, desde su ermita hasta la capital, en una popular romería conocida como la Bajada de la Virgen. Tras una misa, llevan a la imagen a la Piedra del Regidor, donde sus fieles la portan hasta la capital de la isla. En total, un trayecto de 37 kilómetros, por caminos ganaderos. Esta etapa del Camino Natural coincide con la ruta de vuelta de la virgen a su ermita.
A lo largo del trayecto el viajero podrá observar “las rayas” que marcan las delimitaciones de las poblaciones que se atraviesan. En dichas marcas, los portadores de la virgen van cambiándose según la población por la que transiten.

###### De Valverde a la Raya de Tejegüete
Esta etapa comienza en la iglesia de Nuestra Señora de la Concepción, en Valverde, y va hasta la Raya de Tejegüete, pasando por Tiñor previamente. Una vez llegados a la población, la Virgen pasa a manos de El Mocanal Norte, donde será transportada a través de fayal-brezal y monteverde.
Durante este tramo se coincide con la Ruta del Agua o la del Árbol de Garoé, además de cruzar alguna que otra vía asfaltada y pasar al lado de la hidroeléctrica de Gorona del Viento.

###### De Las Cuatro Esquinas a la Raya de la Mareta
Ya en Las Cuatro Esquinas, lugar de descanso entre la subida y la bajada, la imagen pasa de El Mocanal a San Andrés. A partir de aquí el Camino se ensancha y se atraviesan zonas de pino radiata con ejemplares de pino canario. Continúa entre muros que delimitan las fincas, donde se pueden ver pastizales con cultivos forrajeros como el escobón, además de rebaños de ovejas, vacas y algún que otro ejemplar de caballos. Tras pasar la Raya de la Cruz del Niño, la Virgen se entrega a Isora, y en la Raya de la Mareta, pasa a manos de El Pinar.

###### La Raya de la Llanía
Continuando por el sendero, se entra en el Parque de Frontera, donde se pueden observar las tareas de restauración forestal que se vienen realizando desde el incendio de 2007. Aquí se encuentra un mirador con vistas al interior de un cráter, y se sitúa la Raya de la Llanía, entregando la imagen a El Golfo.
Siguiendo, se entra en un bosque de laurisilva, donde las especies autóctonas de las islas macaronésicas, se hacen visibles, pasa luego entremezclarse con otras especies. Sigue la ruta hasta la Piedra de Dos Hermanas, a 1.360 metros de altura, para después volver a subir hasta el pico de Tenerife que lleva hacia el Valle de El Golfo.

###### Desde la Raya de El Cepón hasta la de Binto
El Camino llega entonces al barranco de los Cepones, donde se encuentra la Raya de El Cepón y desde donde parte una ruta paralela al camino asfaltado, que atraviesa la isla por su parte superior, llegando hasta la Cruz de los Reyes, donde hay una fuente para hidratarse. Desde aquí se puede disfrutar de las vistas. Se sube poco a poco hacia el pico Malpaso, el más alto de la isla con 1.501 metros, y desde donde se pueden ver las islas vecinas de Tenerife, La Gomera y La Palma. A partir de aquí, comienza un descenso, pasando por la Raya de Binto, donde se pueden ver los volcanes de La Restinga, las laderas de El Julán o el faro de Orchilla.
Este sendero se ve abruptamente cortado por un bosque pinos, con ejemplares de pinos radiata y algún que otro ejemplar de pino canario. Tras superarlo, aparecen verdes campos de pastizal y un fayal-brezal. Entonces el Camino comienza un ligero ascenso entre ovejas hasta el final de este tramo.

###### La Piedra del Regidor y la ermita de La Dehesa
Desde la Piedra del Regidor, donde durante la romería se deja descansar a la Virgen, el Camino se desvía unos metros para llegar a la ermita de La Dehesa, que destaca entre el entorno por su color entre el entorno volcánico de la zona.
Es el punto y final de este tramo, dejando atrás el Camino de la Virgen.

##### Tramo 4: Ermita de los Reyes – Faro de Orchilla
El último tramo de este sendero, va desde la ermita hasta el Faro de Orchilla, dejando atrás las tierras de interior y acercándose a la costa. En su punto final se puede visitar el monumento que indica que allí estaba el Meridiano Cero hasta su reemplazo. Para retomar el Camino, primero se debe volver al desvío previo para seguir por un tramo repleto de tabaibas y llegar a un conjunto de cuevas conocidas como Cueva del Caracol. Aquí era donde se ubicada la imagen del a Virgen de los Reyes antes de ser llevada a la ermita. El Camino comienza entonces un descenso por la ladera desde donde se pueden ver los volcanes más jóvenes de la isla. Durante el trayecto se alternan tramos asfaltados con desvíos, señalizados todos, por tierra.
Tras los cráteres de los volcanes, está el faro, que fue construido en 1930 con piedra de Gran Canarias, aunque se puso en funcionamiento en 1933, cuando se encendió su luz, visible a 75 millas. En la actualidad, el faro ya no está operativo.
Este tramo es muy corto, de apenas kilómetro y medio, y casi sin desnivel. Atraviesa un pequeño barranco donde predomina un paisaje de lava sólida y lapilli. Sigue el sendero hasta el monumento del Meridiano Cero, considerado el punto más occidental de Europa entre 1634 y 1884. A su lado, se encuentra el Roque Barbudo.

#### Sendero Circular
Este sendero transcurre por los caminos que antiguamente utilizaban los pobladores de las islas para recorrerla. Se trata de una red de caminos que recorren toda la isla y que datan de antes de la conquista española de la isla. Estos senderos, rodeados de laurisilva, característica de la isla, atraviesan el Valle del Golfo, cruzan barrancos, suben montañas y pasan por zonas volcánicas, siempre acompañado del mar.
Su punto de partida es la zona costera de Verodal, al oeste de la isla, y transita hacia el sur dirección a la ermita de Nuestra Señora de los Reyes. Tras atravesar el Julán y pueblos como Isora o Puerto de La Estaca se llega a la parte este de la isla. El Camino pasa por Valverde, La Caleta y Tamaduste y desde aquí pone rumbo a Echedo, San Andrés y El Golfo, para finalizar en el Pozo de la Salud, ya en Sabinosa. En total, 112 kilómetros de ruta que pasan por varios espacios naturales protegidos, como la Reserva Marina Punta de La Restinga-Mar de las Calmas, la Reserva Natural Especial del Tibataje, el Parque Natural de Frontera, el Monumento Natural de Las Playas o el Paisaje Protegido de Timijiraque. Además, en este Camino Natural se pueden visitar diferentes restos arqueológicos de su cultura primigenia y otros lugares de su patrimonio natural y cultural de especial importancia como el Centro de interpretación del Parque Cultural de El Julán, el Lajial, el Ecomuseo de Guinea, el Lagartorio o el Sabinar.

##### Tramo 1: Verodal – El Sabinar
Este tramo da inicio en la ladera de Los Charcos, y transita por el Parque Rural de Frontera entre sabinas y ríos de lava petrificada. El Camino recibe al viajero con unas vistas de la playa del El Verodal, desde donde se puede divisar la costa y los campos de cultivo, además de un campo de lavas cordadas, que fueron el resultado de la última erupción del volcán El Lajial, en La Restinga.
El camino comienza con una subida suave por un sendero, rodeado de tabaibas y verodes que se entremezclan con otras plantas típicas de la zona. El itinerario llega al Lomo Negro y cambia de dirección para dirigirse al sur. Las vistas que ofrece ahora el sendero son las de la montaña Marcos. Tras una subida se llega al pico Escobar, donde las sabinas volverán a hacerse presentes, y donde se pone fin a este primer tramo.

##### Tramo 2: El Sabinar – Ermita Virgen de los Reyes
Este segundo tramo de la ruta tiene su punto de inicio en El Sabinar, que tiene acceso con vehículo, y sale desde el punto de información donde hay situados varios paneles. Rodeado de sabinas, el viajero se dirige hacia el mirador de Bascos y continúa subiendo una zona de prados con ejemplares de tomillos y jaras, además de algunos ejemplares de pinos insignes.
Desde el mirador, situado muy cercas de la ermita de la Virgen de los Reyes, se puede observar de una panorámica del valle de El Golfo con Sabinosa de fondo. Además, cuenta con una fuente para que se refresque el viajero. Desde aquí, una subida que va empinándose poco a poco, rodeado de prados que se alternan con pinos, donde es habitual ver caballos y ovejas pastando.
Desde aquí, comienza una bajada por pista de tierra que llega a una intersección donde se cruza con el Camino de la Virgen, el tramo 3 del GR-131, y continúa hasta la Piedra del Regidor y la ermita de la Virgen de los Reyes.

##### Tramo 3: Camino de los Pastores – Julán
En el Camino de la Virgen comienza el tercer tramo del Sendero Circular, que va por pista de tierra entre sabinas, atravesando el valle de El Julán a través de un camino usado tradicionalmente por pastores. Tras cruzar un bosquete de pinos canarios, se aproxima a la carretera que va al Faro de Orchilla, y la acompaña hasta retomar de nuevo la pista y que luego se transforma en sendero.
Durante el trayecto por El Julán el viajero se encuentra rodeado de pinos canarios y tabaibas y sabinas. La zona se caracteriza por sus barrancos de sustrato volcánico y por su superficie rayada. A lo largo del trayecto, el viajero podrá observar antiguas construcciones de piedra que eran utilizadas por los pastores cuando hacían sus desplazamientos hacia tierras de pasto comunales. Es característico de la zona también, la presencia de cuervos, que se encuentran en abundancia en la isla. Cabe destacar la presencia de una faya en uno de los barrancos que cruzan El Julán, justo antes de llegar al Centro de Interpretación del Parque Cultural, desde el que se puede ver una panorámica del Mar de Las Calmas y la Reserva Marina de La Restinga. Continúa el Camino Natural por una pista forestal con vistas a la montaña de La Empalizada hasta dejar de lado la zona de pinar y empezar un descenso entre muros de piedra de fincas. En ellas será común encontrarse tuneras, higueras y otros árboles frutales además de vides.
Sigue el sendero hasta abandonar el Parque Rural de Frontera y entrar de lleno en Taibique, dentro ya del municipio de El Pinar, donde finaliza este tramo. Este municipio, destaca por su plaza, punto final de la etapa.

##### Tramo 4: Tacorón – El Pinar
Desde la cala de Tacorón sale esta cuarta etapa que llega hasta El Pinar. Esta playa se encuentra al noroeste de La restinga y se trata de una de las más concurridas de la isla. Sus aguas cristalinas contrarrestan con el negro de sus arenas volcánicas, y su ubicación, entre rocas, ofrece un reducto de calma, donde apenas hay viento y sus aguas están muy tranquilas, de hecho esta zona se encuentra dentro de la Reserva Marina Punta de La Restinga – Mar de las Calmas.
Tras pasar junto al bar de la cala, comienza un ascenso por una carretera que sube hasta llegar a un nuevo sendero que se encuentra escoltado por vinagreras y tabaibas, hasta llegar a las inmediaciones de El Julán. En este punto numerosos muros de piedra delimitan las fincas de alrededor, destinadas principalmente para pastos, principalmente para cabras y la elaboración del queso herreño. Sigue el camino subiendo hasta llegar a una zona en la que alterna pista de tierra con tramo asfaltado. En esta zona se empiezan a ver algunas casas y caseríos, dentro de las numerosas fincas que se pasan, donde las tuneras cobran protagonismo.
Continúa el sendero hasta llegar a las calles de Taibique, donde se marca el punto y final de la etapa en la plaza de la localidad.

##### Tramo 5: El Pinar – Las Casas – Las Playas
Se trata de un tramo corto. Desde Taibique a Las Casas hay apenas un kilómetro, empezando en la plaza de Taibique, una carretera lleva al barrio de Las Casas. Una vez allí, las señales indican el camino a seguir para llegar a las fincas de cultivo que están al sur de la localidad. Continúa hasta llegar a la parte superior del Monumento Natural de Las Playas, a unos 900 metros de altura, y comienza un descenso hacia la costa. El descenso entre ejemplares de pinos canarios, jaras da paso a cardones, tabaibas y sabinas.
Con las primeras viviendas se anuncia el final de la bajada, donde ahora empieza una carretera asfaltada que transcurre paralela a la costa, con el Roque de la Bonanza al fondo custodiando el paisaje. A la altura del Roque, está el Parador Nacional de El Hierro, el punto final de eta etapa. Aquí se puede disfrutar de una de las playas más icónicas de la isla.

##### Tramo 6: Las Playas – Isora
Esta sexta etapa transcurre por un camino escarpado que empieza en Las Playas, concretamente del Parador Nacional, y sube por un camino exigente pasando al lado del barranco del Abra y cruzando el Monumento Natural de Las Playas. A pesar de la dificultad del tramo, está plenamente acondicionado. En el trazado primero se pasa por un terreno plagado de tabaibas y vinagreras para luego dar a un pinar, antes de llegar al acantilado. Un poco más adelante se llega al mirador de Isora, con vistas panorámicas de la zona, en el que también se podrá encontrar el viajero unos aseos públicos y un pequeño parking.
Continuando por una vía asfaltada, se llega a Isora. Esta pintoresca localidad recibe al viajero el cual debe callejear hasta la plaza de La Unión, donde está la parroquia de San José, el punto y final de la etapa.

##### Tramo 7Isora – Tiñor – Puerto de la Estaca
Saliendo de la plaza de La Unión, el Camino Natural lleva hacia Los Llanos, zona de cultivo de la población, entre fincas y con las siluetas de las montañas de Fardón, Aragando y La Fortaleza custodiando el paisaje. En su primera parte del tramo, el firme es asfaltado y va entre fincas, con vegetación en los laterales. A la altura de un desguace de coches, el camino se convierte en una senda estrecha que discurre entre fincas rodeada de prados, castaños y alguna que otra tunera. Dejando atrás los árboles, se llega a un giro brusco, donde se ubica un mirador con vistas a la costa oriental, y empieza una bajada pronunciada.
El paisaje torna ahora a una mezcla entre tuneras y tabaibas con algún que otro bejeque, además de un solitario ciprés que gobierna la zona. Sigue la bajada, suave, hasta que el viajero se topa con la parte superior del barranco de Tiñor, entrando ahora en el Paisaje Protegido de Timijiraque. Desde aquí ya se puede ver el final de la etapa, el Puerto de la Estaca. Aunque para llegar a él, es necesario rodearlo por su lado derecho, debido a las fuertes pendientes.
La parte final del tramo es un descenso hasta el paseo marítimo que da directamente al puerto, el principal acceso a la isla por mar, punto final de la etapa.

##### Tramo 8: Puerto de la Estaca – Valverde – La Caleta
Este tramo coincide en su primera parte con el GR-131, que va desde Puerto de la Estaca, a Villaverde, hasta llegar a una bifurcación. Teniendo de punto de partida la señal vertical que se encuentra en el centro de la población, el sendero toma dirección a Valverde a través de la calle García Escámez. Conforme se aleja del centro, el Camino va ganando altura, y una vista panorámica del puerto y de la Cueva del Diablo, recibe al viajero. Sigue el sendero hasta llegar a una carretera, por la que se deberá transitar con cuidado por su margen izquierdo, hasta llegar a un aparcamiento. De aquí sale un sendero empedrado que sube atravesando una zona de cultivos abandonados que han sido invadidos por vinagreras, tabaibas, tomillos y verodes.
Un poco más adelante, un poste indica el cruce de Caminos. Se puede continuar dirección a La Caleta por el Sendero Circular, o bien, ir en dirección a Valverde por el Sendero GR-131, que corresponde con su tramo 2. En este punto, y en dirección a La Caleta, el firme cambia a tierra y el viajero se sumerge en un paisaje de pitas entre numerosas hierbas. Comienza entonces un descenso hasta La Caleta, punto final de la etapa y uno de los puntos turísticos más importantes de la isla, que cuenta además con una de las mejores representaciones del arte del grabado líbico-bereber.

##### Tramo 9: La Caleta – Tamaduste
La novena etapa de este sector del Camino Natural comienza junto a las piscinas de agua marina, a la altura del panel informativo. El sendero entra en el pueblo para abandonarlo poco después de un trazado asfaltado que sube hasta convertirse en pista de tierra que bordea una finca. Pocos metros después el trazado atraviesa un barranco y el Camino se convierte en un sendero, que va por la parte inferior de un pequeño barranco rodeado de tabaibas, tuneras y vinagreras.
Continúa el Camino en paralelo a la pista de aterrizaje del aeropuerto de Los Cangrejos, hasta llegar a unas casas y pasar la ermita de San Juan. Sigue hasta Tamaduste, aunque antes de llegar se ubica el mirador homónimo donde acaba la etapa.

##### Tramo 10: Tamaduste – Echedo
Partiendo desde Tamaduste, este tramo coincide en su primera parte con la primera etapa del GR-131, con algo más de 4 kilómetros de distancia. Tamaduste se encuentra muy cercana al aeropuerto de Los Cangrejos y a la capital de la isla, Valverde. Este pueblo de tradición pescadora, es conocido por su playa, “El Río Tamaduste” es una ensenada formada por las aguas del mar que forman una piscina natural con aguas cristalinas. En la actualidad, Tamaduste se ha convertido en destino turístico y viven principalmente de ello.
A los pocos metros de empezar la etapa, un desvío lleva al mirador del pueblo, situado a la entrada de la localidad. Retomando el sendero, comienza una subida que llevará al viajero hasta Echedo. Durante la subida, se podrá disfrutar de las vistas que ofrece de la costa y del pueblo. El trayecto va por carretera pasando por delante de varias casas hasta llegar a una serie de fincas abandonadas repletas de tabaibas, vinagreras, tuneras y tomillos.
Tras ello, el sendero rodea la Montaña de la Candía, mientras prosigue su ascenso. Esta parte del Camino se debe hacer con precaución, ya que existe una fuerte pendiente. Se trata de un paisaje volcánico donde el picón es el protagonista. El paisaje se extiende hasta la costa, en la Punta de Amacas. Abandonando la montaña, comienzan a aparecer en el horizonte grandes viñedos que se nutren de las tierras volcánicas. Conforme el viajero se introduce entra las fincas de vides, va entrando en Echedo. De esta localidad, que pertenece a Valverde, sale una pista que lleva directo al Charco Manso, una piscina natural con varios bufaderos y arcos de lava. Es en Echedo donde acaba este tramo del Camino Natural.

##### Tramo 11: Echedo – Ermita Virgen de la Peña
El punto de partida de este tramo está situado en la señal direccional que marca la rutas hacia El Mocanal. Sale de Echedo entre campos de cultivo abandonados, con presencia de vinagreras y tabaibas, hasta llegar a la población de Aguajiro. Una vez allí, sigue por la calle principal y la atraviesa continuando hasta llegar a El Mocanal. Esta localidad se encuentra rodeada de campos de cultivo, y praderas de pastos. Dentro de ella, su iglesia de San Pedro es uno de las escasas muestras de arte mudéjar en las islas.
Sigue el Camino en dirección de Guarazoca, donde se palpa la tradición vinícola de la zona, y destacan sus casas tradicionales. El sendero continúa subiendo una vez pasado el pueblo y se acerca al barranco que sirve de límite al Valle de El Golfo, y continúa hasta la ermita de la Virgen de la Peña y su mirador.
Esta ermita es el punto final del tramo, y está dedicada a la protectora de los caminantes. Se encuentra horadada en la roca de la que sólo sobresale su fachada. Durante su festividad, celebrada en octubre, se realiza una procesión con la imagen de la Virgen hasta el pueblo. Desde este enclave, es posible contemplar una panorámica de la zona, contando a 500 metros de la ermita con un mirador. El Mirador de la Peña, que es el nombre que recibe, es obra del arquitecto oriundo César Manrique. Se encuentra a 700 metros de altitud, y está situado en el Risco de Tibaje.

##### Tramo 12: Ermita Virgen de la Peña – San Andrés – Jinama
Saliendo de la ermita, comienza una subida por pista de tierra hasta la meseta de Nisdafe, un altiplano entre los 900 y los 1.200 metros situado en el centro de la isla. Esta meseta es utilizada asiduamente como lugar para el pastoreo. Desde aquí, en días despejados, se puede obtener una panorámica de la zona. Sigue el Camino subiendo por una carretera que va hasta el mirador de Jinama, y antes de llegar aparece un desvío hacia una pista forestal que lleva hasta San Andrés, situada a más de 900 metros sobre el nivel del mar. Se trata de uno de los puntos neurálgicos de la isla, origen de su sistema de carreteras, y fundamentada en la agricultura y ganadería, sobre todo del ganado ovino y sus derivados, como la lana.
A pesar de que el sendero no pasa propiamente por el municipio, se puede ver su iglesia de siglo XVII. Sigue el Camino subiendo hasta el mirador de Jinama, el final de la etapa, que se encuentra a 1.230 metros de altura, y donde se ubica también la ermita de la Virgen de la Caridad.

##### Tramo 13: Jinama – El Golfo
Desde el mirador de Jinama, a la altura de un cartel que indica la entrada al Parque Rural de Frontera, parte este tramo que transcurre en su totalidad a través del Parque, finalizando en Frontera.
El Camino comienza con una bajada pronunciada por un firme con piedras y bordeado por muros. Tras recorrer 400 metros, aparece ante el viajero una zona de descanso con un mirador. Gracias a la condiciones meteorológicas de la zona, la vegetación es exuberante, con multitud de especies como el brezo, el acebiño, el laurel canario, el madroño, la faya y el mocán. De ésta última destacan dos ejemplares, el Mocán de la Sombra y el Mocán de los Cochinos.
Tras un kilómetro y medio se llega a El Miradero, otra zona de descanso con mirador. Siguiendo el Camino Natural, a 1.800 metros se encuentra la Fuente de Tincos y el Hoyo de Tincos. Continúa la senda entre cultivos, sobre todo viñas, hasta llegar a una cruz de madera que hay en memoria de los difuntos. Continuando, el viajero se encuentra con un ejemplar de pino canario que corona el camino.
Tras ello, el Camino torna a vía asfaltada y se adentra en Frontera. Continuando por sus calles se llega a la plaza de la localidad, donde finaliza la etapa. En ella, se puede aprovechar a visitar la iglesia de Nuestra Señora de la Candelaria, la patrona de la zona. Esta iglesia destaca por su particular torre del campanario, llamada Campanario Joapira por situarse sobre una montaña de este material rojizo.

##### Tramo 14: El Golfo – Lagartario – Camino Canal
Este tramo, el penúltimo del Camino Natural, discurre a través de Frontera, por el valle de El Golfo, dirección Sabinosa. El punto de partida es la plaza de la Virgen de la Candelaria de Frontera, y continúa por una bajada empedrada con vistas al valle del Golfo y los Roques de Salmor, Roque Chico y Roque Grande de 40 y 100 metros de altura. En esta zona se ubica la Reserva Natural Integral de los Roques de Salmor, uno de los principales puntos de cría del lagarto gigante de El Hierro.
Un poco más adelante, el camino empedrado desaparece y sigue por una vía asfaltada que transita entre parcelas y cultivos llegando hasta el cruce con la carretera principal, que une Frontera con Valverde. En este punto se encuentran el Ecomuseo de Guinea y el Lagartario, dedicado a la recuperación del lagarto gigante.
El Ecomuseo, declarado Bien de Interés Cultural, es un antiguo pueblo abandonado, reconstruido como recreación de la vida en la isla antes de la colonización. Guinea es el poblado más antiguo del valle, y tenía uso estacional.
El Camino continúa por Frontera alternando calles y zonas de cultivo, sobre todo papayas y piñas. El sendero sigue atravesando el Valle de El Golfo alejándose de la zona urbana hasta llegar a una pista de tierra que va en paralelo a un canal de agua dulce. En este punto, el paisaje se caracteriza por sus suelos volcánicos en los que los cultivos han sido sustituidos, mayormente por abandono, por vinagreras, tuneras, bejeques, verodes, tabaibas, hinojos, sabinas y granadinos. Durante el trayecto se cruza un caserío y una playa virgen, la playa de Charco Azul. Esta etapa finaliza al terminar la pista de tierra y empezar una senda que lleva al viajero a Sabinosa.

##### Tramo 15: Camino Canal – Sabinosa – Pozo de la Salud
La última etapa del Camino Natural por los senderos tradicionales de El Hierro sale desde las proximidades de Sabinosa, donde se encuentra el poste vertical que indica un cambio de dirección. De ahí sale una senda que sube hasta llegar a la plaza de la localidad. Desde allí, otro panel indica la dirección a seguir para llegar al Pozo de la Salud.
Sabinosa es una de las ciudades más pintorescas de la isla. Conserva sus típicas construcciones y en sus calles se encuentran las “cruces de difuntos”, que recuerdan a los habitantes que han vivido en la ciudad y han fallecido.
Dejando atrás la localidad, se viaja por carretera los primeros metros hasta tomar una senda que acorta la distancia de la carretera. Ésta será la primera de varias sendas, con una pendiente considerable, aunque con escalones para salvarla. Durante esta bajada cabe destacar las vistas a la costa y al Pozo de la Salud.
Una vez se acaba el tramo de escalones, una pista asfaltada guía al viajero por la ladera de la montaña, con tierra de labor a su lado, hasta llegar a la carretera que da acceso al Pozo de la Salud. Justo frente al hotel se encuentra la señal que indica el final de esta última etapa.

## Otros datos de interés

### La Bajada de la Virgen
Los habitantes de El Hierro celebran cada cuatro años las fiestas de su patrona, la Virgen de los Reyes, que sale en romería desde la ermita de La Dehesa hasta la iglesia de Nuestra Señora de la Concepción, y vuelve a la ermita posteriormente.
Esta tradición tiene sus orígenes en 1740, durante un largo período de sequía que azotó la isla, y provocó una gran hambruna. Según la tradición, los habitantes rogaron plegarias a la virgen prometiendo una peregrinación cada cuatro años y posteriormente comenzó una época de lluvias. Como muestra de agradecimiento, llevaron a la patrona en romería hasta la capital, y desde 1745 lo repiten cada cuatro años. 

### La ermita de la Virgen
Este santuario está situado en La Dehesa, y contrasta con su entorno por su blancura frente al color negro de la tierra y el verde de la vegetación. Se construyó en el siglo XVI en una zona deshabitada a petición de los pastores de la zona, en el siglo XVIII se rehabilitó.
La ermita consta de una nave, con un campanario, rodeada por un muro, con mampostería encalada y un tejado a dos aguas. Dentro se ubica una talla de la Virgen de los Reyes, de la época entre el gótico y el arte renacentista, que porta al niño Jesús, en un retablo del siglo XVII rodeada por los Reyes Magos.

### La aparición de la Virgen
Según la tradición, el 6 de enero de 1546, unos marineros que viajaban a América dejaron una imagen de la Virgen en la costa de Orchilla, en la Cueva del Caracol, a cambio de comida. A esta cueva se la conoce ahora como Cueva de la Virgen. Se convirtió entonces en un lugar de peregrinación convirtiéndose en patrona de la zona y de los ganados. Los pastores le ofrendaban el primer cordero que nacía y el primer queso fabricado, y con los ingresos se construyó la ermita.
La primera homilía de la ermita tuvo lugar el 25 de abril de 1577, motivo por el cual cada 25 de abril se celebra la “fiesta de los pastores” en honor a la Virgen.

### El Faro de Orchilla
El faro fue encendido por primera vez el 25 de septiembre de 1955, a cargo sus trabajadores Rafael Medina y Carmelo Heredia. Se encuentra en la zona más occidental de la isla, a la que también se la conocía como la isla del Meridiano, hasta 1492, que era donde se situaba en la antigüedad la línea que una los dos polos.
La Punta de Orchilla se convirtió en un referente para todos los navegantes que partían rumbo a América, comenzando el proyecto del faro a finales del siglo XIX, pero no sería hasta 1925 cuando su construcción comenzó. Su construcción parece relacionada con el siniestro de un barco procedente de América que retornaba a España entre tinieblas. La tripulación y pasajeros corrieron peligro de chocar contra las rocas, y fue entonces cuando uno de los pasajeros, el ingeniero José Herbella, ideó y lideró el proyecto para iluminar la costa.
Es un edificio de piedra, con materiales traídos desde Arucas en Gran Canaria, con base cuadrada, planta octogonal y una torre cilíndrica de 21 metros. Justo al lado de la torre se encuentra una vivienda isabelina que servía de alojamiento para los trabajadores.

### El Meridiano Cero
Durante gran parte de la historia, y hasta el descubrimiento de América en 1492, la isla de El Hierro fue considerada el punto más occidental del planeta. Es por ello que desde el siglo II la isla albergó el Meridiano Cero.
Con el descubrimiento del Nuevo Mundo, todo cambió, la Society of London aportó nueva cartografía con nuevas medidas respecto al Observatorio de Greenwich, que fue adoptado en 1884 como Meridiano Cero.

### Las comunicaciones marítimas
En el noreste de la isla se encuentra el Puerto de la Estaca, centro neurálgico de las comunicaciones de El Hierro. Se trata de un refugio de pescadores que funcionó como único puerto hasta 1972, cuando se abrió al tráfico civil el aeropuerto de Los Cangrejos. El Puerto de la Estaca funciona ahora como puerto de mercancías y en 2006 sufrió una ampliación, en la que fue acondicionado para al atraque de ferrys. En la actualidad hay un flujo de barcos constante a diario, comunicando el Puerto de la Estaca con el puerto de Los Cristianos, en Tenerife.

### El Lajial
Situado al sur de la isla, al lado de La Restinga, se encuentra este malpaís. Es una Zona de Uso Restringido del Parque Rural de Frontera. Las formas que tiene se deben a las que formaron las lavas al enfriarse, creando numerosos conos volcánicos. En esta zona hay ocho, principalmente: Roque Grande (458 metros de altura), Montaña de Julán (458 metros), Roque Cueva Palomas (437 metros), Montaña Los Carriles (294 metros), Montaña Irama (254 metros), Lomito Atravesado (234 metros), Montaña Restinga (198 metros), Montaña Colorada (185 metros) y Montaña Puerto Naos (158 metros).

### El Roque de la Bonanza
En la zona oriental de la isla, dentro de la bahía de Las Playas, se encuentra este roque. Situado a 15 metros de la costa, emerge desde el océano formando un arco.
Se encuentra dentro del Monumento Natural de Las Playas, y es uno de los principales símbolos de la isla.

### El Sabinar
Esta planta se ha convertido en todo un símbolo de la isla de El Hierro. Situado en la parte noroeste de la isla, el sabinar es una Zona de Uso Restringido dentro del Parque Rural de Frontera, y está incluido como especio natural de protección especial desde 1975.
En total son 262,6 hectáreas, lo que supone un 2,1 % del Parque, donde las sabinas llegan a los 5 metros de altura, llegando incluso a medir más. Con su característico tronco retorcido con multitud de ramas, su madera fue muy preciada para la fabricación de armas, aunque el crecimiento de la población en la isla ha ido diezmando sus poblaciones en pro de los campos de cultivo.

### El Parque Rural de Frontera
Este espacio natural protegido de la isla cuenta con un total de 12.488 hectáreas y va desde el municipio de Valverde hasta el de Frontera. Además, en su interior, se encuentra la Reserva Natural Integral de Mencafete.
En el Parque se encuentran diversas especies protegidas de fauna y flora que se encuentran en peligro, tales como los charranes o el águila pescadora, así como plantas como la faya herreña y el cebollín. Además, en algunas de las zonas de costa, se establecen lugares de nidificación de algunas especies amenazadas, como en La Restinga o La Dehesa.
Dentro del parque también destacan las formaciones geomórficas de El Lajial o El Verodal, así como grandes muestras de tabaibales y pinares, además de las sabinas. Este Parque supone la mayor parte de la masa arbórea de la isla, destacando ciertos lugares como El Julán o El Golfo.

### El Centro de Interpretación de El Julán
Este centro de interpretación sobre la vida de los bimbaches, aborígenes de la isla de El Hierro, y su legado en la isla, fue inaugurado en 2008 y supone uno de los puntos de interés turístico y cultural más importante.
En él se reúnen diferentes construcciones de la época, como casas, sepulcros, taros (edificaciones que hacían las veces de refugios para el pastor), tagorores (edificios donde celebraban asambleas) o concheros (depósitos de peces, moluscos y conchas para alimento). Además, en el Centro de Investigación de El Julán existe un yacimiento arqueológico con paneles grabados sobre lava petrificada, conocidos como “Los Letreros” y “Los Números”.

### La Reserva Marina Punta de La Restinga - Mar de las Calmas
La Reserva Marina Punta de la Restinga – Mar de las Calmas llega a tener unas profundidades de 300 metros, gracias al origen volcánico de la isla. Son 750 hectáreas en total que se dividen en aguas interiores y exteriores, caracterizadas por su calma, gracias a su ubicación. La biodiversidad de la zona es también única, ya que cuenta con especies que no existen en el resto del archipiélago, gracias al alto nivel de algas en la zona, que llegan hasta los 70 metros de profundidad.
Es un lugar idóneo para el hábitat de langostas, corales amarillos y negros, anémonas, esponjas, camarones y otros animales entre los que se encuentran el pez papagayo, cabrillas, gallos, meros, abades, diferentes especies de morenas, bonito, peto, rabil o barrilote, además de especies de alta mar como el tiburón ballena, delfines, la manta diablo o tortugas marinas.

### El Paisaje Protegido de Timijiraque
Situado en el nordeste de la isla, une el Puerto de La Estaca con Las Playas. Desde 1994 es un espacio protegido de Canarias y consta de numerosos barrancos, de ahí su nombre que etimológicamente significa “ceño fruncido”.
En este paisaje se encuentran los elementos geológicos más antiguos de la isla, que datan de entre 0.8 y 0.5 millones de años. Entre ellos, surgen numerosos barrancos como el de Tiños, o Honduras, entre los que se encuentra el Volcán de las Tijeretas.
Además de los elementos geológicos, estew paisaje también es de gran interés por su ecosistema y especies biológicas, como sus sabinares, cardonales o algunas rarezas como la lengua de pájaro.

### Los Petroglifos
Los primeros pobladores de las islas procedían del norte de África, y muestra de ello son las numerosas inscripciones que dejó la cultura bereber. Las inscripciones líbico-bereberes que se han encontrado en las rocas de diversos lugares de la isla son muestra de ello. Esta escritura, familiarizada con el fenicio, es una variante que se desarrolló en la zona del Magreb, convirtiéndose en la más extendida por el norte de África ya en el siglo III a. C.
Los antiguos pobladores de El Hierro, los bimbaches, marcaron su legado en los petroglifos que hay por toda la isla, como los que el viajero puede encontrarse por El Julán, o los de La Caleta, La Cándida y el de Tejeleita. Todos ellos han sido pieza clave en el estudio de la lengua tamazight.

### El Aeropuerto de Los Cangrejos
Inaugurado en 1972, supuso el primer aeropuerto para la isla. Contaba con una pista de un kilómetro de longitud. Está situado en la costa este, en Valverde, dentro del Llano de los Cangrejos, y a lo largo de los años ha ido sufriendo remodelaciones. La pista ha sido ampliada en dos ocasiones, en 1977 y 1992. La mayoría de los vuelos que acoge vienen de Tenerife y Gran Canaria.

### El Valle de El Golfo
Es una de los principales valles de la isla. Su principal cultivo fue en época anteriores la viña, pero ha ido cediendo terreno a cultivos de piña, papaya, aguacate y plátanos. Esta depresión data de la etapa media de las erupciones y es el resultado de un proceso de erosión que provocó un gran derrumbamiento hacia el mar y un gran tsunami en la zona.

### La vegetación de la meseta
Según los restos encontrados, los primeros asentamientos en la meseta de Nisdafe, datan del siglo XV, como forma de buscar protección de los ataques exteriores. Esta llanura, por aquella época, se encontraba plagada de bosques de moteverde y laurisilva. Con el paso de los años, fue convirtiéndose en meseta convirtiéndose en tierras de cultivo y para uso ganadero.

### El Pozo de la Salud
Este enclave, situado junto a la costa en Sabinosa, contiene aguas que se consideran como curativas. Con una temperatura estable a 38 grados, están clasificadas como cloruradas sódicas, con alto componente en sulfatos y bicarbonatos, y altos niveles de hierro, potasio, fosfatos, litio, amonio y silicio.
El Pozo de la Salud se llamaba en sus orígenes Pozo de Sabinosa. Fue perforado en el siglo XVIII, y sus aguas se usaban para dar de beber a los animales. Tras años de uso animal, algunas personas las probaron y constataron sus propiedades, y en 1830, fueron declaradas aguas minero-medicinales. Tras ello, se creó una zona de balneario, y en 1949 se declararon de "Utilidad Pública", convirtiéndose en uno de los enclaves turísticos más visitados de la isla.

### El Pozo de las Calcosas
Situado en la costa de El Mocanal, se encuentran dos piscinas naturales y un poblado, conservado de forma original, llamado el Pozo de las Calcosas. Situado entre acantilados, se tiene que acceder a él a través de un sendero estrecho y bastante escarpado. Sus casas son de piedra con tejados de colmo. En la actualidad, se encuentra habitado únicamente en los meses de verano y durante los fines de semana.

### El Camino de Jinama
Se trata de un antiguo camino para la trashumancia que va por la ladera del valle de El Golfo, empezando junto a la ermita de la Virgen de la Caridad, recorre el valle hasta llegar a la plaza de la iglesia de la Candelaria. Se trata de una de las rutas más multitudinarias para los pobladores de la isla, ya que los propios herreños la usan para alimentar a su ganado con los pastos, así como para la búsqueda de nuevas ubicaciones donde establecerse en las conocidas como “mudadas”. Éstas eran movimientos migratorios que se realizaron desde el interior, como San Andrés o Isora, hacia poblaciones como El Golfo.

### La traición de Guarazoca
El nombre de esta localidad viene dado en honor a una antigua princesa bimbache que por amor a un soldado castellano traicionó a su pueblo. Dada la situación de la isla, el abastecimiento de agua potable, que no cuenta con ríos ni arroyos en la superficie, fue un problema para los colonizadores. La princesa les mostró un tilo gigante, el llamado Árbol Santo de Garoé. En el follaje de este árbol, se condensaba la humedad que se convertía posteriormente en gotas de agua. Esa agua se recogía en aljibes cavados bajo el tronco.
El árbol sagrado fue derribado por un huracán en 1610, pero permanece en el escudo de la isla. En la actualidad hay otro árbol de la misma familia cerca de Valverde.

### La "Recogida" de Echedo
Dentro de los actos que se realizan en el marco de las fiestas de San Lorenzo y la Candelaria, durante el mes de agosto, tiene lugar la tradicional “Recogida” en la plaza de Echedo. Esta tradición consiste en recorrer todos los domicilios de la población durante la madrugada recogiendo todo lo que se encuentran en las puertas de los mismos para llevarlo a la plaza, a modo de ofrenda.

### El lagarto gigante de El Hierro
Se trata de una especie endémica de la isla. Se pensaba extinto pero en 1974 se encontraron restos de nuevos ejemplares en la Fuga de Gorreta, concretamente el Risco de Tibitaje. A partir de entonces se implantó un plan de recuperación, que en 1995 dio lugar al Lagartorio en Guinea.
Este centro de recuperación, ha ayudado a la reintroducción de unos 500 ejemplares en la isla. En el Lagartorio, se tienen en observación para su criado a 300 ejemplares, donde se les alimenta con insectos y ratones. Los lagartos se agrupan en terrarios por edad y camadas, y luego se les deja en semicautividad a algunos de ellos.
El lagarto gigante de El Hierro se caracteriza por su color pardo, con tonos grises y negros. Cuenta con una cabeza muy ancha y con una cola muy larga. En el tronco tiene dos manchas de color amarillo que en época reproductora se vuelve más intensa. Miden aproximadamente 60 centímetros y alcanzan los 400 gramos de peso. Tienen una esperanza de vida de 20 años y crecen muy lentamente.